# Angela Gui
Angela Gui, född 23 februari 1994, är en svensk aktivist och doktorand i historia vid Cambridgeuniversitetet. Angela Gui är dotter till den svenske bokhandlaren och förläggaren Gui Minhai som saknas efter en semesterresa i Thailand i oktober 2015. Angela Gui har hävdat att fadern kidnappades av agenter, varefter han mot sin vilja fördes till Kina via Kambodja.

## Biografi
Gui, som är uppvuxen i Göteborg, har även studerat historia vid University of Warwick i brittiska Midlands. Hennes föräldrar separerade under hennes uppväxt och i många år har hon flugit till Hongkong för att få tillbringa tid med sin far.
Fadern Gui Minhai är en av ägarna till förlaget Mighty Current samt en bokhandel. En del av förlagets bokutgåvor har skrivit frispråkigt om folkrepubliken Kinas kommunistiska ledargarnityr, vilket oroade dottern.

### Faderns försvinnande
Under en semesterresa till Thailand hösten 2015 ska Gui Minhai ha försvunnit från sin vistelseort utan spår. Angela Gui hade efter försvinnandet kontakt, via Skype, med fadern första gången den 13 november 2015. I ett inspelat filminslag som sändes i den kinesiska televisionen 17 januari 2016, ska Gui Minhai ha uttalat att han i Thailand hade överlämnat sig till kinesisk polis i syfte att ta ansvar för en trafikolycka med dödlig utgång, en händelse som angivligen inträffade 2004.
I syfte att få sin far frisläppt har Angela Gui försökt väcka opinion till hans förmån både i Sverige och internationellt. Hon talade inför USA:s kongress den 24 maj 2016 och den 19 september samma år inför FN:s människorättsråd.